# Fermentimonas
 (mars 2023).
Genre
Fermentimonas (du latin fermento monas, « ferment monade ») est un genre de la famille des Dysgonomonadaceae, dont une espèce est connue (Fermentimonas caenicola),,. Cette seule espèce connue est une bactérie anaérobie facultative, Gram négatif, ayant une morphologie de bacille et dont les colonies sont circulaires.